# Alomyinae
Alomyinae sind eine artenarme Unterfamilie der Schlupfwespen, die sowohl in der Paläarktis als auch in der Orientalis vorkommt. Es sind nur zwei Gattungen bekannt, Alomyia  und Megalomyia.

## Morphologie
Die einheimischen Arten (Alomya) sind etwa 12 bis 19 mm lang, haben einen schwarzen Körper, das Abdomen ist teilweise rötlich mit schwarzem Ende, manchmal ganz schwarz. Die Beine haben helle Tibien und Tarsen. Am Clypeus sind goldene, aufrechte Haare. Der Legebohrer ist nur kurz. Die Mandibeln sind auffällig groß, mit stumpfen Zähnen. Deutlicher Geschlechtsunterschied, wobei die Männchen eher wie typische Schlupfwespen aussehen, die Weibchen sind kompakter.
Die Megalomya-Schlupfwespen sind schwarz oder rötlich, das Scutellum ist hell, die Beine gelb, Gesicht hell. Die Tiere sind ca. 18–35 mm lang. Die Fühler sind für Schlupfwespen relativ kurz. Die meisten Arten sind nur in einem Geschlecht bekannt.

## Biologie
Die Alomya- und Megalomya-Schlupfwespen legen ihre Eier in die Raupen von Wurzelbohrern (Hepialidae). Die parasitierten Raupen verpuppen sich dann nicht, sondern ihre Haut wird hart und dunkel. A. semiflava parasitiert vermutlich nur Pharmacis lupulina.
Die Männchen können oft an Blüten von Umbelliferen beobachtet werden. Die Weibchen findet man eher am Boden, wo sie wohl Nester ihrer Wirte suchen.
A. debellator wurde in England als wertvoller Gegenspieler des an Erdbeere schädlichen Hopfen-Wurzelbohrers angesehen.

## Systematik
Die Alomyinae werden in der neueren Literatur meist als eigene Unterfamilie angesehen, teilweise werden die Alomyinae als eigene Tribus der Ichneumoninae angesehen. Teils werden sie auch als Tribus mit den Phaeogenini (innerhalb der Ichneumoninae) synonymisiert, dann allerdings müssen die Phaeogenini (auf Grund der Priorität der beiden Namen) "Alomyini" genannt werden.
Die Gattung Alomya kommt in der Paläarktis und Orientalis vor, nach Taxapad (2012) gibt es sieben Arten. Von Megalomya sind acht Arten aus der Ostpalaearktis und Orientalis beschrieben. Eine weitere Gattung, Pseudalomya, wurde teilweise zu den Alomyinae gezählt, sie scheint aber doch zu den Phaeogenini (Ichneumoninae) zu gehören.

## Einheimische Arten
In Deutschland sind folgende Arten nachgewiesen:
- Alomya debellator (Fabricius, 1775)
- Alomya punctalata (Schellenberg, 1802)
- Alomya pygmaea Heinrich, 1949
- Alomya semiflava Stephens, 1835